# Scopula jessica
Scopula jessica là một loài bướm đêm trong họ Geometridae.